# 폭소대작전 (KBS)
《폭소대작전》은 대한민국의 KBS에서 1993년 5월 1일부터 10월 16일, 1994년 2월 27일부터 1996년 5월 7일까지 방영된 예능 프로그램인데 매회 교복착용 학생들을 등장시켜 방송위원회로부터 청소년들의 정서를 해치는 괴성,고함, 소란스런 행위를 억제하는 한편 중고생(특히 교복을 입은 학생들)의 단체방청을 자제하도록 하는 내용의 권고문을 받았으며 1993년 10월 가을개편 때 폐지됐다. 이후, 폭소 아카데미가 그 명맥을 유지하다 1994년 2월 부활됐는데 다음 해인 1995년 2월 5일과 같은 달 12일 '오!이장' 코너에서 성적인 내용을 연상케하는 대사를 여과없이 내보내 1995년 2월 15일 방송위원회로부터 '경고' 조치를 받았고 KBS 코미디언들이 코미디프로그램을 포함한 TV와 라디오의 모든 프로그램 출연거부를 선언해 한동안 방영이 중단됐으며 1996년 5월 또다시 폐지됐다.

## 기획 의도
코미디 소재의 다변화를 통해 새로운 고품격 시사 코미디 영역 개척, 시청자에게 생각하는 웃음을 선사주는 콩트 코미디 프로그램이다. 한 주간의 국내 외 시사 아이템 가운데 코미디 소재를 선정, 시사 풍자 스토리를 구성된다.

## 방송 시간
- KBS 2TV - 1993년 5월 1일 ~ 1993년 10월 16일, 매주 토요일 저녁 7시
- KBS 2TV - 1993년 10월 23일 ~ 1994년 2월 19일, 매주 토요일 저녁 6시(폭소 아카데미)
- KBS 2TV - 1994년 2월 27일 ~ 1994년 4월 24일, 매주 일요일 저녁 7시
- KBS 2TV - 1994년 5월 1일 ~ 1995년 2월 12일, 매주 일요일 저녁 6시
- KBS 2TV - 1995년 2월 24일 ~ 1995년 9월 1일, 매주 금요일 밤 8시 30분
- KBS 2TV - 1995년 9월 5일, 화요일 밤 9시
- KBS 2TV - 1995년 9월 12일 ~ 1996년 5월 7일, 매주 화요일 밤 8시 30분

## 역대 진행자
- 김형곤

## 같이 보기
- 코미디 세상만사(1995 ~ 2000년)
- 시사터치 코미디 파일 (1998 ~ 2002년)